# 茂名奥林匹克体育中心
茂名奥林匹克体育中心，位于广东省茂名市电白区共青河新城内，占地面积为30.6万平方米（约460亩），总建筑面积约19.58万平方米。由一座28000座乙级体育场、一座10000座甲级体育馆及会展综合体、游泳馆及全民健身综合体、滨江商业及周边配套设施组成。茂名奥林匹克体育中心是粤西地区规模最大的体育场所之一，为2026年广东省第十七届运动会主场馆，由保利发展控股旗下的保利华南投资建设及运营。

## 历史
2007年，因原有的茂名市体育中心已经无法适应茂名城市发展的需要，茂名市政府把建设新体育中心列入《茂名市重大项目计划》，正式启动新体育中心建设的前期工作。茂名市体育局专门成立了筹建市新体育中心工作小组，预计于2014年建成一个占地1000亩的新体育中心，但由于种种原因没有实现。
2017年，茂名市在申办广东省运动会期间，提出拟新建一座体育中心，用于承担省运会的开闭幕式和部分比赛项目。2018年8月，茂名市在获得2026年广东省第十七届运动会承办权后，宣布先行启动茂名奥林匹克体育中心建设工作，高标准、高起点建设配套的共青河新城。
2020年12月23日，作为广东省重点建设项目的茂名奥林匹克体育中心项目举行开工活动，保利发展控股以“拍地+配建”模式参与投资兴建，其中，运动场建设主体为茂名市发展集团，体育馆、会展馆及游泳跳水馆建设主体为保利发展控股子公司。2021年1月19日，由同济大学建筑设计研究院（集团）有限公司设计的茂名奥林匹克体育中心项目通过初步设计评审。
2023年5月26日，由中建八局承建的茂名奥体中心体育馆项目举行首块结构板浇筑仪式，2023年9月28日，体育馆土建结构结顶。
2023年8月25日，由中建二局承建的茂名奥体中心体育场项目举行首块结构板浇筑仪式。2024年1月18日，体育场土建主体结构封顶。

## 场馆
体育中心建筑融合了具有茂名特色的海洋文化、荔枝文化和好心文化。其中，体育场取意茂名特产“荔枝”，从形态到表皮提取了荔枝元素，体育馆建筑体量取形“海贝浮岸”，建筑形象取意“海纹交织”，一场两馆通过红色环形健康步道连结。

### 体育场
建筑面积61537平方米，观众席28440座，设地上4层，建筑高度39.95米。立面形体形如荔枝壳的纹理，为规律的白色凹凸菱形，凸起的菱形端部设置渐变方洞。另建田径足球训练场1片、11人制足球场2片、5人制足球场2片、篮球场12片、网球场10片。

### 体育馆
建筑面积50759平方米，观众席10120座，分为地上四层，建筑高度30.8米。

### 室内游泳馆
建筑面积70040平方米，观众席2034座，分为地下二层、地上三层，建筑高度29.7米。